# Силфон, Ребекка
Ребекка Силфон (англ. Rebecca Sealfon, род. 8 июля 1983) — школьница на домашнем обучении из США, ставшая победительницей национального конкурса по произношению слов Scripps National Spelling Bee в 1997 году. Она одна из наиболее известных победительниц этих состязаний благодаря эпизоду с произнесением последнего слова, euonym, когда она экспрессивно выкрикивала каждую букву. Передовица New York Daily News, посвящённая её выигрышу, содержала фото Ребекки с поднятыми руками в момент победы и заголовок «EUONYM!»
Ребекка Силфон послужила прототипом для обучающейся дома девочки Ребекки из эпизода «Южного парка» «Увлекательная фонетика с обезьянкой».